# 小長井信昌
小長井 信昌（こながい のぶまさ、1930年 - 2025年2月2日）は、日本の漫画編集者。集英社時代から一貫して少女マンガ家の育成指導にあたり、白泉社の立ち上げメンバーとして多くの少女マンガ雑誌の創刊を行い、現在の隆盛をつくった。

## 経歴
静岡県静岡市に生まれ、東京陸軍幼年学校時代に終戦を迎えた。横浜国立大学経済学部を卒業後、1955年に集英社に入社、『おもしろブック』、『りぼん』編集部を経て、『別冊マーガレット』編集長として1970年代初頭は15万部であった別冊マーガレットの発行部数を150万部まで増やした。1973年白泉社創立に参加。その後は編集担当役員として『花とゆめ』『LaLa』『ヤングアニマル』『MOE』などを編集長として創刊。1990年に代表取締役社長に就任し、2000年には代表、相談役に。2005年に同社を退社。
半世紀の長きにわたるマンガ、特に少女マンガジャンル全体への多大な貢献から2012年に第16回文化庁メディア芸術祭功労賞を受賞した。
2025年2月2日、老衰のため死去。94歳没。

## 関係した主な漫画家
- 和田慎二 -別冊マーガレット時代から担当し、花とゆめに移籍をすすめスケバン刑事の連載を成功させた。
- 美内すずえ -別冊マーガレット時代から編集者として担当し、花とゆめでガラスの仮面を連載開始を、スケバン刑事と同時に1976年1月から連載開始させた。
- 魔夜峰央 -別冊マーガレットの編集者としてマンガスクールの投稿時代から指導。当初は怪奇漫画を中心に執筆していたが、LaLa編集長時代に『ラシャーヌ!』を掲載、少女マンガとしては長編のギャグ漫画の『パタリロ!』の連載のきっかけを作った。

## 著書
- 『オ父サンノセンサウ─小長井少佐日中戦争陣中日誌』（小長井鑑重と共著) 西田書店、2006
- 『わたしの少女マンガ史―別マから花ゆめ、LaLaへ』　西田書店、2011